# Баядера (оперетта)
«Баяде́ра» (нем. Die Bajadere, от фр. bayadére «индийская танцовщица», баядерка) — оперетта в трёх актах венгерского композитора Имре Кальмана. Либретто написали Юлиус Браммер и Альфред Грюнвальд. С этой оперетты началось их плодотворное сотрудничество с Кальманом, совместно они выпустили в свет пять оперетт. Премьера «Баядеры» состоялась в венском Карл-театре 13 декабря 1921 года. Оперетта имела большой успех и обошла многие музыкальные театры мира.
В СССР «Баядера» была впервые поставлена в марте 1923 года Московским театром оперетты под названием «Баядерка». Распространённый в наши дни русский вариант либретто написали Р. И. Тихомиров и С. Б. Фогельсон.
Музыка оперетты близка к оперной, она сочетает восточные мотивы с современными автору танцевальными мелодиями (фокстрот, тустеп, шимми, вальс-бостон, джаз). Венгерская мелодика, характерная для более ранних оперетт Кальмана, почти не просматривается.

## Основные действующие лица
| Персонаж                                       | Имя в оригинале           | Голос             |
| ---------------------------------------------- | ------------------------- | ----------------- |
| Раджами, принц Лахорский                       | Prinz Radjami von Lahore  | лирический тенор  |
| Одетта Даримонд, актриса оперетты              | Odette Darimonde          | сопрано           |
| Луи-Филипп ла Туретт, шоколадный фабрикант     | Louis-Philipp La Tourette | баритон или бас   |
| Мариэтта, его жена                             | Marietta                  | сопрано           |
| Наполеон Сен-Клош                              | Napoleon St. Cloche       | тенор             |
| Граф Арман                                     | Graf Armand               | тенор             |
| Полковник Паркер, английский резидент в Лахоре | Oberst Parker             | тенор или баритон |
| Дева Сингх                                     | Dewa Singh                | тенор или баритон |
| Пимпринетти, директор театра                   | Pimprinette               |                   |

## Сюжет
В основе оперетты — история любви восточного принца Раджами и примадонны Парижского варьете Одетты Даримонд.
Первое действие. Театральное фойе. Пимпринетти прислушивается к аплодисментам, доносящимся из зрительного зала и свидетельствующим об успехе первого акта ревю. С весёлым хором в ориентальном духе «Всё пока нам говорит — первый акт чудесен» появляется в фойе публика. Среди толпы — Ла-Туретт с женой, Умфир и Сен-Клош. Последний ухаживает за Мариэттой, но она любит мужа и не дает ни малейшей надежды поклоннику. Их дуэт «Милый друг» — кокетливый, переходящий в плавный вальс. Входит Раджами, который тайно влюблён в Одетту и не пропускает ни одного её выступления. Его слова «Она поёт, сердце надеждой живёт» переплетаются со словами исполняемого Одеттой виртуозного «восточного» романса «О, приди и позови, стань моею судьбой» и репликами хора «Слышишь песню о любви».
Наполеон уговаривает Мариэтту, пока муж подкрепляется в буфете, пойти с ним в кафе. Звучит их второй дуэт — «Вы в Париже с детских лет». Раджами просит Пимпринетти найти возможность тактично познакомить его с Одеттой. Это очень сложно, так как актриса скромна, замкнута, совсем не похожа на других звёзд. Пимпринетти добивается того, что Одетта в антракте выходит к публике («Вы все, признаюсь, так добры ко мне!»). Среди обступивших её поклонников оказывается и Раджами. Звучит дуэт Раджами и Одетты «Лотос — утренний мой цветок», в котором мелодия романса Одетты переходит в напевный вальс.
Финал акта. Раджами, чтобы продлить счастье быть рядом с любимой, приглашает всех присутствующих — и труппу актёров, и публику — на приём в посольство. Действие заканчивается большим ансамблем и хором.
Второе действие. Зал в посольском особняке. Звучит весёлый хор, томно танцуют баядерки. Филипп Ла-Туретт договаривается с Умфиром о поездке в его страну для сбыта шоколада. Расстроенной Мариэтте Пимпринетти объясняет, что это необходимо для «проверки» чувств. При ней останется Наполеон, который будет исполнять любое её желание. Дуэт Мариэтты и Наполеона «Можно из Парижа никуда не выезжать» кокетлив и изящен.
Раджами делает предложение Одетте. Их дуэт «Друг мой, мир вам» полон счастья, как и следующий за ним — «Тревожно сердце замирает». Но когда Раджами уходит, чтобы сделать необходимые распоряжения, связанные с их помолвкой, Умфир говорит Одетте, что этот брак погубит его господина. По законам их родины Раджами может жениться только на дочери своего народа, иначе он лишится всего, имя его будет покрыто позором, а родина для него окажется потерянной. И Одетта решается на огромную жертву: после торжественного объявления о помолвке и шумных поздравлений (ансамблевый финал акта) актриса объявляет, что всё это было лишь представлением, ролью, которую она сыграла, чтобы повеселить гостей. С горьким сарказмом и преувеличенным весельем звучат заключительные слова Раджами — «О, Париж, Париж, весёлый городок!»
Третье действие. Бар при одном из парижских вокзалов. Пимпринетти собирается уезжать, так как после памятной помолвки Одетта ушла со сцены, ревю распалось, а импресарио разорился. Филипп вернулся из колониального путешествия и нетерпеливо ждёт встречи с женой. Мариэтта, давно мечтавшая об артистической карьере, уговаривает Пимпринетти сделать ревю с ней. Увидев мужа, она забывает обо всём и радостно бросается к нему. Дуэт Мариэтты и Филиппа «Если вы хотите быть современны» — в ритме шимми.
Раджами навсегда покидает Францию. Здесь разбилось его сердце, и он больше никогда не хочет возвращаться сюда. А ведь именно сегодня — как насмешка судьбы! — ему пришло разрешение на брак с иностранкой! Услышав об этом, Мариэтта стремительно убегает и вскоре возвращается с Одеттой, которая раскрывает причину своего поведения на помолвке. Влюбленные счастливы. Раджами и Филипп обещают помочь Пимпринетти. Оперетта заканчивается нежным дуэтом Раджами и Одетты «Розы Востока», который подхватывают Пимпринетти, Сен-Клош, Филипп и Мариэтта.

## Музыкальные номера

### В немецком оригинале
- Ouverture

Akt I
- Chorus, Ensemble
- Sterne der Buhne, sie strahlen so schön (Odette)
- Lotosblume, ich liebe dich (Zaza, Chorus)
- Wenn die Sterne am Himmel leuchten (Marietta, Napoleon)
- O Bajadere, wie dein Bild mich berauscht (Radjami)
- Rosen aus Djeipur (Odette, Radjami)
- Ensemble, Melodrama
- Lotosblume Duett (Odette, Radjami)

Akt II
- Entr’acte
- Tanze
- Du, Du, Du, nur Du (Odette, Radjami)
- Waltz (Odette, Radjami)
- Die kleine Bar dort am Boulevard (Marietta, Napoleon)
- Schatzi, ich möchte einen Zobel (Marietta, Napoleon, Louis-Philipp)
- Deine dunklen Augen strahlen durch die Nacht (Odette, Radjami)
- Finale II Akt

Akt III
- Entr’acte
- Aria (Radjami)
- Shimmy tanzen: Fräulein, bitte, woll’n sie (Marietta, Louis-Philipp)
- Aria (Napoleon)
- Finale

### В русском переводе
I акт.
- Вступление
- 1-й дуэт Мариэтты и Наполеона
- Музыкальная сцена (Раджами)
- Ансамбль и песня (Одетта, Раджами, хор)
- Ансамбль и выход Одетты
- 1-й дуэт Одетты и Раджами
- 2-й дуэт Мариэтты и Наполеона
- Финал I акта

II акт.
- Антракт
- Танец и фокстрот Мариэтты с хором
- Песня Мариэтты
- 2-й дуэт Одетты и Раджами
- 3-й дуэт Мариэтты и Наполеона
- Трио Мариэтты, Наполеона и Луи-Филиппа
- 3-й дуэт Одетты и Раджами
- Финал II акта

III акт.
- Антракт
- Вступление, мелодрама (Мариэтта, Наполеон)
- Дуэт Мариэтты и Луи-Филиппа (шимми)
- Музыкальная сцена (Раджами), ария о лотосе
- Песня Наполеона
- Трио Мариэтты, Наполеона и Луи-Филиппа (повтор)
- Песня Раджами и финал